# Винска Гора
Винска Гора (словен. Vinska Gora) је насељено место у општини Велење, Савињска регија, Словенија.

## Историја
До територијалне реорганизације у Словенији била је у саставу старе општине Жалец.

## Становништво
У попису становништва из 2011. године, Винска Гора је имала 368 становника.
| Број становника према пописима | Број становника према пописима | Број становника према пописима |
| ------------------------------ | ------------------------------ | ------------------------------ |
| 1991                           | 2002                           | 2011                           |
| 359                            | 361                            | 368                            |

Напомена: До 1955. исказивано под именом Шент Јанж на Винској Гори.